# Macskák társasága
A Macskák társasága (eredeti címén Minoes) Annie M. G. Schmidt Andersen-díjas holland írónő 1970-ben kiadott ifjúsági regénye, amelynek főszereplője Minna, a macskalány, aki egy kutatóintézet szemeteséből olyan hulladékot fogyaszt, aminek hatására emberré válik, és ebből fakadóan különböző bonyodalmak és kalandok sorát éli át. A magyar fordítás az Em. Queridos's Uitgeverij B.V. 2000. évi kiadás alapján készült.
Annie M. G. Schmidt, a regény írója, 1911. május 20-án született a hollandiai Kapelle városkában. 1995. május 21-én halt meg Amszterdamban. Írt verseket, dalokat, könyveket, színdarabokat és musicaleket, valamint rádiós, televíziós drámát is. Könyvtárosként dolgozott hosszú évekig. Első kötete 1958-ban jelent meg.
A Macskák társasága című regényből film is készült. A regényt Fábri Péter színpadra alkalmazta, Novák János zenéjével.

## Történet
|  | Alább a cselekmény részletei következnek! |

Tibbe, a macskabolond újságíró, a parkban sétál abban a reményben, hogy hall valami hírt, amiből cikket írhat. Tibbe főnöke azzal fenyegeti a fiatal újságírót, hogy ha még egyszer macskákról mer írni, vagy nem ír érdekes híreket, akkor elbocsátja az állásából. Séta közben találkozik régi tanárával, Smit tanító úrral. Beszélgetésük folyamán különös dolgot vesznek észre. Egy fiatal hölgy mászik fel a fára ijedten, mert egy kutya kergeti. Tibbe segítségével lejuttatják a lányt a fáról. A lány különösen viselkedik, dorombol és a megmentőjéhez dörgölődzik.
Tibbe e különös nap után hazamegy, és ezt az esetet akarja megfogalmazni cikkében. Egy kis idő után furcsa dolgot hall a konyhából, azt hiszi, hogy Bolyhos, a macskája kotorja a szemetest. De kiderül, hogy az nem Bolyhos, hanem Minna. Mikor Tibbe odaér, Minna éppen egy halgerincet tart a szájában. Tibbe nagyon meglepődik. Nem örül a váratlan vendégnek, de beleegyezik, hogy nála vacsorázzon. Vacsora után a furcsa lány le is akar zuhanyozni, amibe végül az újságíró beleegyezik.
Később arra is ráveszi az újságírót, hogy hadd maradjon csak egy estére. Tibbe ebbe már nem akar beleegyezni, hiszen csak egy ágya van. Ám a lány megelégszik a dobozzal a padláson. Másnap a lány elmegy híreket hozni, délutánra egy csomó hírrel tért vissza. Pár nap elteltével Tibbe elküldi Minnát magától. Ám így nem megy neki az újságírás, ezért visszahívja Minnát. Eközben Loncsos, a kóbor macska rá akarja venni a macskalányt, hogy legyen ő is kóbor macska. Ám amikor Minna meghallja gazdája – Tibbe – hívását, egyből faképnél hagyja Loncsost.
Az újságíró azzal a feltétellel fogadja vissza Minnát, hogy a titkárnője lesz, leszokik a „macskai” tulajdonságokról és minden nap bevásárol. Másnap Minna elmegy a heringárushoz halért, de nem állja meg, hogy ne doromboljon egy kicsit. Útközben hazafelé néhány hírt is hall az utcán. Mikor legközelebb meglátogatja Loncsost, megtudja, hogy a kóbor macskának kölykei lesznek. Rá akarja venni Loncsost, hogy költözzön kölykeivel az újságíró padlására, ám az nem akar emberek közelében élni. Egy régi lakókocsiban hozza világra a kölykeit.
Pár hét elteltével Minna megtudja néhány macskától, hogy a város polgármestere elütötte a heringárust, ám nem vallotta be. Ezt elmondja Tibbének, aki beleteszi a történteket az újságba. De a főnöke nem hiszi el neki, és elbocsátja az újságtól. Mikor Loncsos kölykei megszületnek, a polgármester – aki egyébként az „Állatbarát Egyesület” elnöke is – a kismacskákat egy szemetes zsákban a kukába dobja. Ezt sem hiszi el Tibbe főnöke.
A macskák összegyűlnek, hogy bebizonyítsák a polgármester rossz tetteit. Mindent lefényképeznek, Minna barátnője, Bibi is segít. Smit tanár úr előadásán képeket is vetítenek, ahová a macskák az általuk készített képeket becsempészik. Így a polgármester minden hazugsága kiderül. Tibbének is megbocsát a főnöke, és visszaveszi az újsághoz.
Minnát meglátogatja a nővére azzal a hírrel, hogy rájött, testvére azért változott emberré, mert a kutatóintézet szemeteséből hulladékot evett. Megtalálta az ellenszert, és Minna újból macska lehet. Az ellenszer egy madár, a ritka erdei rigó. Minna nagyon megijed, amikor meglátja a nővérét a szájában a vergődő madárral. Ráijeszt a nővérére, aki ijedtében elengedi a madarat és haragjában örökre elzavarja Minnát. Minna visszaköltözik Tibbéhez és folytatja titkári munkáját.
|  | Itt a vége a cselekmény részletezésének! |

## Szereplők
- Tibbe, újságíró
- Minna, macskalány
- Smit tanár úr
- heringárus
- polgármester
- Bibi, a szomszéd kislány
- Bolyhos
- Loncsos, kóbor macska
- Monopol, a Monopol szálló macskája

## Helyszínek
- Tibbe padlása és háza
- Az újságíróiroda
- A polgármester háza
- Egy régi lakókocsi
- A város utcái

## Magyarul
- Macskák társasága; ford. Damokos Kata; Animus, Bp., 2001 (Andersen-díjas írók)
- Minna, a macskakisasszony; ford. Damokos Kata; Pagony, Bp., 2022 (Abszolút Könyvek)